# Миколайчук Open
Міжнародний фестиваль глядацького кіно Миколайчук OPEN — міжнародний кінофестиваль у Чернівцях. Проходить щорічно у червні до дня народження українського кіноактора, кінорежисера, сценариста та письменника Івана Миколайчука.
Фестиваль було створено у 2022 році за ініціативи продюсера Олексія Гладушевського та Культурно-мистецького центру ім. Івана Миколайчука. Подія стала першою серед великих українських кінофестивалів, яка відбулась офлайн після повномасштабного вторгнення росії в Україну. У 2024 році Миколайчук OPEN відвідав голлівудський актор Віґґо Мортенсен, представивши українським глядач(-к)ам свій фільм «До кінця світу» (Dead Don't Hurt). У 2025 році фестиваль відбудеться з 14 по 21 червня під гаслом "Людина в центрі історії".

"Залізний Миколайчук" - статуетки переможців Миколайчук OPEN

Офіційна нагорода кінофестивалю отримала назву «Залізний Миколайчук». Дизайн нагороди натхненний роллю кіномитця Івана Миколайчука в українській картині «Пропала грамота» режисера Бориса Івченка 1972 року.
Фестиваль проходить за підтримки Чернівецької міської ради. Основна локація — Культурно-мистецький центр імені І.Миколайчука. 

## Історія
Миколайчук OPEN – фестиваль глядацького кіно, що був створений після початку повномасштабного вторгнення Росії в Україну у 2022 році. Перший фестиваль команда анонсувала наприкінці травня 2022 року, а провели його з 15 по 19 червня. Він проходив офлайн та був безкоштовним для глядачів.
На фестивалі показували найновіші українські фільми, що не виходили в національному прокаті, та програму ретроспективи. Зокрема, саме на Миколайчук OPEN відбулася українська прем'єра стрічки "Будинок Слово. Нескінчений роман" режисера Тараса Томенка.
"Усе тоді робилося дуже швидко: на початку травня ми визначилися, що будемо робити фестиваль, а в середині червня він уже відкрився. У нас було класичне кіно, сучасне кіно, короткий метр. Ми показали 10 українських стрічок, які ще не були в прокаті; мої знайомі продюсери надали фільми безоплатно. Ніхто тоді не думав про якісь умови: усі розуміли – завтра може прилетіти таке, що вже ніхто цього фільму не побачить. Тому краще показати його зараз, поки є можливість. Потім ми ще зробили там декілька освітніх програм для молоді, для переселенців", — розповідає Олексій Гладушевський, генеральний директор фестивалю для LB.ua
У 2023 році фестиваль вже виріс утричі. Усього у статусі міжнародного у програмі другого Миколайчук OPEN було 53 фільми – 23 повні метри й 30 коротких, серед яких 8 українських прем’єр. Вперше було впроваджено національний конкурс, міжнародний і позаконкурсна програма. Поруч із фільмами вже визнаних режисерів були показані студентські фільми, а переможця визначають шляхом глядацького голосування. 
У 2024 році на фестиваль приїхала голлівудська зірка – актор Вігго Мортенсен, відомий своєю роллю Арагорна у фільмі "Володар перснів". Його тричі номінували на премію "Оскар" у 2008, 2017 та 2019 роках. Загалом в рамках четвертої едиції на фестивалі показали 68 коротких та повних метрів, вперше провели пітчинг та індустрійну секцію. 

## Секції та покази

### Міжнародний повнометражний конкурс
З 2-го фестивалю у рамках «Миколайчук OPEN» проходить Міжнародний повнометражний конкурс. У програму потрапляють як іноземні, так і українські повнометражні стрічки. 
За рішенням відбірників фестивалю, генерального продюсера Олексія Гладушевського та програмного директора Алекса Малишенка, у 2023 році до цієї конкурсної програми ввійшли повнометражні стрічки, що були вироблені у 2022–2023 роках та не мають зв’язку з країною-агресором. Фільм-переможець отримає нагороду від фестивалю та грошовий приз у розмірі $1000.
У міжнародному конкурсі «Миколайчук OPEN» 2023 взяли участь такі фільми:
- «МРТ» (R.M.N.) / реж. Крістіан Мунджіу / Румунія, Франція, Бельгія, Швеція / 2022
- «Мій сусід Адольф» (My Neighbor Adolf) / реж. Леон Прудовський / Ізраїль, Польща, Колумбія / 2022 (спеціальна відзнака)[5]
- «Тривала втеча» (Jailbird) / реж. Андреа Маньяні / Італія, Україна/ 2022
- «Хто ти, Філіпе?» (Filip) / реж. Міхал Квечинський / Польща / 2022 (переможець)[5]
- «Я і Фелікс» / реж. Ірина Цілик / Україна / 2022
- «Сліпа верба, спляча жінка» (Blind Willow, Sleeping Woman) / реж. П’єр Фельдес / Франція, Люксембург, Канада, Нідерланди / 2022
- «Як там Катя?» / реж. Крістіна Тинькевич / Україна / 2022
- «Я, Ніна» / реж. Марися Нікітюк / Україна, Німеччина / 2022

До міжнародного повнометражного конкурсу 3-го Миколайчук OPEN увійшло 10 фільмів. Серед них учасники головних кіноподій світу — Венеційський кінофестиваль, Берлінале, Локарно, TIFF (фестиваль у Торонто) тощо. Переможця визначить глядацьке голосування, а сам лауреат отримає 1000$ та статуетку — Залізного Миколайчука. 
До міжнародного повнометражного конкурсу «Миколайчук OPEN» 2024 увійшли:
- «Дальній постріл» (The Long Shot), реж. Гао Пенг / Китай, 2023
- «Екскурсія» (Excursion), реж. Уна Гуньяк / Франція, Боснія і Герцоговина, Норвегія, Хорватія, Сербія / 2023
- «Кріпачка» (The Peasants), реж. ДК (Дорота Кобєла) Велчман, Г'ю Велчман / Польща, Сербія, Литва, Україна / 2023 (переможець)[7]
- «Кохання нас врятує» (Düsseldorf, Skåne), реж. Патрік Бломберг Бук / Швеція / 2024
- «Метт і Мара» (Mett and Mara), реж. Казік Радванські / Канада / 2024
- «Мовчання Марії» (Maria’s Silence), реж. Давіс Сіманіс / Латвія / 2024
- «Назавжди-Назавжди», реж. Анна Бурячкова / Україна, Нідерланди / 2023 (спеціальна відзнака)[7]
- «Нещадна спека» (Brutal Heat), реж. Альберт Господарськи / Чехія, Словаччина / 2023
- «Палаюча хмара» (The Flaming Shot), реж. Лю Сиї / Китай / 2023
- «Степне», реж. Марина Врода / Україна, Німеччина, Польща, Словаччина / 2023

### Національний короткометражний конкурс
У межах 2-го фестивалю вперше відбувся і національний конкурс короткого метру. У 2023 році до національної програми увійшло 18 короткометражних фільмів. Вісім з них — прем’єри, а також стрічки, що вже були показані та вигравали нагороди на престижних міжнародних кінофестивалях.
У 2023 році до короткометражного національного конкурсу Миколайчук OPEN увійшли:
- «Велика маленька війна», режисер Мирослав Латик;
- «Людина», режисер Хачатур Василян;
- «Сусід по кімнаті», режисер Євген Слупчук;
- «Територія», режисер Мішель Ладес;
- «Чорнобиль 22», режисер Олексій Радинський (переможець)[9];
- «Річниця», режисерка Анна Гончарова;
- «Оператор Вікторія», режисерка Анна Яценко;
- «Довкола», режисер Флора Боровик;
- «Це побачення!», режисерка Надія Парфан;
- «Театральна», режисерка Аліна Панасенко;
- «Ліс, ліс», режисерка Марія Стоянова;
- «Капітан Бровари», режисер Едуард Нечмоглод;
- «Оптика», режисер Олексій Новіков;
- «Джордан’96», режисерка Катерина Лесик;
- «Поки тут тихо», режисери Новруз Хікмет, Олена Подолянко;
- «Маляр», режисер Сашко Святський;
- «прокидаючись у тиші», режисери Міла Жлуктенко, Даніель Асаді Фаезі;
- «Наша Робосім’я», режисерка Анастасія Тиха.

У 2024 році до короткометражного національного конкурсу Миколайчук OPEN увійшли:
- «Виховання висотою», реж. Антон Чистяков та Роман Краснощок;
- «Вітя», реж. Максим Сусіда;
- «Захоплений дім», реж. Анна Гончарова;
- «Кімнати, які ми ділимо», реж. Надія Хатимлянська;
- «Мама», реж. Марія Феленко;
- «Мені не подобається, як ти стоїш», реж. Жа Бабаєва;
- «Мета», реж. Дімітрі Насеннік;
- «Металічний посмак», реж. Іван Крупеніков;
- «Маші скоро 20», реж. Маша Федорченко;
- «Моя сімʼя та інші звірі», реж. Володимир Бакум;
- «Нюанс», реж. Маргарита Воронова та Олег Кібальник (переможець)[10];
- «Оаза», реж. Марко Подолян;
- «Осіннє глісандо», реж. Богдан Железняк;
- «Рибо», реж. Єлизавета Топтигіна;
- «Рукопис», реж. Лада Копитова;
- «Сонечко», реж. Сергій Кулибишев (спеціальна відзнака від AMO Pictures)[10];
- «Сила тяжіння», реж. Ксенія Беркута;
- «Станчик: королівський блазень», реж. Олексій Риндін;
- «Тіло», реж. Кіра Трипільська;
- «Хасторія. Страшна історія», реж. Вікторія Іванова;
- «Хай буде тьма!», реж. Артем Шарапко;
- «Ці кляті півонії», реж. Поліна Біляєва;
- «Чорнозем», реж. Злата Вересняк;
- «HOMO», реж. Любовь Бехтер;
- La Terreur, реж. Михаль Тальковський;
- Slowly walking, smoothly thinking, реж. Юрій Юдін;
- STAY, реж. Ірина Мордюшенко.

Переможці національного короткометражного конкурсу Миколайчук OPEN 2025. Фотограф Михайло Крилюк

Також відбувся показ низки українських коротких метрів поза конкурсним змаганням:
- «В Парижі ніхто не думає про завтра», реж. Андрій Кокура;
- «Ідеальний Друг», реж. Сергій Альошечкін;
- «Жива», реж. Владлен Одуденко;
- «Paradox», реж. Марія Татаринова;
- «Повернення», реж. Вадим Мочалов;
- «Солдатик», реж. Данило Дедков.

### Фантастична програма "Під сузірʼям Близнюків"
У 2024 році на Миколайчук OPEN зʼявилась нова позаконкурсна секція «Під сузір’ям Близнюків», присвячена незвичайним фантастичним фільмам та досліджує. Назва програми натхненна фантастичною стрічкою про ШІ, сценарій до якої написав у співавторстві Іван Миколайчук.
Серед фільмів, які увійшли в секції візіонерської фантастики: «Аґґро др1фт» режисера Гармоні Корін, «Божественність» режисера Едді Альказара, «Марс-Експрес» режисера Жеремі Періна та «Ширкоа: в оману ми віримо» режисера Ішана Шукла. 

### Фільм з Іваном Миколайчуком
Одна з  місій фестивалю — відновлювати класичне українське кіно, особливо те, подивитися яке немає можливості. У 2025 році на фестивалі покажуть фільм за сценарієм Івана Миколайчука та Івана Драча, якого немає взагалі ні на яких носіях, ні в інтернеті. Це стрічка "І в звуках пам'ять відгукнеться…" Тимофія Левчука. У 2024 році фестиваль відсканував з плівки фільм «Іду до тебе» (1971) Про Лесю Українку, який невдовзі став доступний на «Довженко-Онлайн».
Показ фільму, до якого був долучений Іван Миколайчук — традиція фестивалю, що проходить у День народження натхненника 15 червня. У 2022 році таким став фільм "Така пізня, така тепла осінь" (1981), а у 2023  — "Легенда про княгиню Ольгу" (1984).

### Українські премʼєри (позаконкурсом)
У 2023 році в рамках фестивалю відбулась премʼєра чорної треш-комедії «Вересень». У фільмі грають Лесь Подерв’янський, Мирослав Кувалдін та Андрій Середа, а журналіст і телеведучий Микола Вересень втілив сам себе. Після показу на Миколайчук OPEN фільм випустив у прокат дистрибʼютор Arthouse Traffic. 
«Я стежу за “Вереснем” (тоді ще “Шляхом мерця”) від 2018 року, коли він планувався до виходу у прокат. Цей фільм ще тоді вражав творчою сміливістю та обіцяв щось, чого ми раніше не бачили в українському кіно. Роки потому можу сказати, що моє передчуття не підвело, і це справді непересічний фільм із дуже чорним гумором та всіма ознаками майбутньої культовості. Єдина засторога — це суто 18+», — коментує вибір фестивалю програмний директор Алекс Малишенко для ELLE Ukraine.
У цей же рік на фестивалі відбулися українські премʼєри таких українських стрічок як "Подвійний іммельман" Віри Яковенко, "Злегка прочинені двері" Олександра Бикова, "Батько" Олександра Кобзара. 
У 2024 році на фестивалі показали український містичний трилер «Морена». Стрічку також позиціонують як жахи з елементами еротики. Після показу на Миколайчук OPEN фільм випустив у прокат Film.ua Distribution. 

### Світові гіти (позаконкурсом)
За три роки в рамках фестивалю відбувалися українські премʼєри таких світових гітів, як, наприклад, фільм Раду Жуде "Не очікуйте забагато від кінця світу", "Таточко" з Дакотою Джонсон і Шоном Пенном у головних ролях, "Всередині" з Віллемом Дефо, який записав для глядачів фестивалю відеозвернення. 
Фільмом-закриття 2-го Миколайчук OPEN був фінський блокбастер «Незламність» (міжнародна назва – Sisu) Ялмарі Хеландера.

### Документальні фільм (позаконкурсом)
До документальної програми фестивалю 2024 "Невигадане" увійшли:
- «Ансельм» / Anselm, реж. Вім Вендерс (Німеччина, 2023, 93ʼ) — док від номінанта на премію «Оскар» про видатного німецького художника та скульптора Ансельма Кіфера. Фільм буде показаний у 3D форматі;
- «Мирні люди» / Intercepted, реж. Оксана Карпович (Канада, Франція, Україна, 2024, 95ʼ) — міжнародний хіт та фільм-відкриття Docudays UA, створений з перехоплених розмов російських військових;
- Nice Ladies, реж. Марія Паномарьова (Нідерланди, Україна, 2023, 90ʼ) — фільм про харківську команду з чирлідингу, які змагалися в категорії 50+, але змушені обирати між спортом та особистим життям внаслідок повномасштабного вторгнення;
- «Окуповане місто» / Occupied city, реж. Стів Макквін (Нідерланди, Велика Британія, США, 2023, 266ʼ) — 4,5-годинна екранізація книги про окупацію Амстердаму на тлі сучасного міста від лауреата премії «Оскар»;
- «Фото на памʼять» /A Picture to Remember, реж. Ольга Черних (Україна, Франція, Німеччина, 2023, 72ʼ) — перший український фільм, що відкрив головний фестиваль документалістики у світі IDFA, який присвячений важливості спогадів, Донецьку та 10-річній війні.

## Індустрійна секція
Міжнародний фестиваль глядацького кіно Миколайчук OPEN вперше провів індустрійну секцію у 2024 році. Вона відбувалась з 17 до 21 червня в місті Чернівці та складалась з серії лекцій, кейс-стаді та дискусій за участі провідних українських кінопрофесіоналів та кінопрофесіоналок. Також частиною секції став пітчинг короткометражних ігрових проєктів, який фестиваль провів у співпраці з AMO Pictures. 
У 2025 році AMO Pictures стали генеральним партнером industry секції фестивалю.
1. ↑  На Миколайчук OPEN покажуть раніше недоступний фільм за сценарієм Івана Миколайчука. Шпальта (укр.). 12 березня 2025. Процитовано 17 березня 2025.
2. ↑  Миколайчук OPEN оголосив перші деталі програми цьогорічного кінофесту. Українська правда. Життя (укр.). Процитовано 17 березня 2025.
3. 1 2  Кінофестиваль "Миколайчук OPEN": "Ми збалансовуємо потяг до ескапізму нашою реальністю". LB.ua. 16 червня 2023. Процитовано 17 березня 2025.
4. ↑  Баранівська, Марина (29 травня 2023). У міжнародному конкурсі кінофестивалю «Миколайчук OPEN» змагатимуться 8 повнометражних фільмів. detector.media (укр.). Процитовано 17 березня 2025.
5. 1 2  Кінофестиваль Миколайчук OPEN 2023 назвав переможців. Українська правда. Життя (укр.). Процитовано 17 березня 2025.
6. ↑  Таке різне кохання, глобальне потепління та радянські репресії: кінофестиваль Миколайчук OPEN оголосив міжнародний конкурс. 1+1 Media (укр.). Процитовано 17 березня 2025.
7. 1 2  Чиченіна, Лєна (23 червня 2024). Народне голосування. Які фільми перемогли на кінофестивалі «Миколайчук Open». antonina.detector.media (укр.). Процитовано 17 березня 2025.
8. ↑  Миколайчук Open оголосив учасників національного конкурсу. У програмі — 18 короткометражних фільмів. Лірум (укр.). 12 травня 2023. Процитовано 17 березня 2025.
9. ↑  Національний конкурс фестивалю Миколайчук OPEN виграла стрічка “Чорнобиль 22” Олексія Радинського (фото). LB.ua. 20 червня 2023. Процитовано 17 березня 2025.
10. 1 2  Фестиваль Миколайчук Open у Чернівцях назвав переможців. New Voice (укр.). Процитовано 17 березня 2025.
11. ↑  У червні відбудеться фестиваль глядацького кіно Миколайчук OPEN | Український тиждень (укр.). 6 березня 2024. Процитовано 17 березня 2025.
12. ↑  Культура, Суспільне (11 березня 2025). "Миколайчук OPEN" відбудеться вчетверте: ексклюзивні покази українського кіно. Суспільне | Новини (укр.). Процитовано 17 березня 2025.
13. ↑  Zaxid.net (12 березня 2025). У Чернівцях покажуть раніше недоступний фільм за сценарієм Івана Миколайчука. ZAXID.NET (укр.). Процитовано 17 березня 2025.
14. ↑  На «Миколайчук OPEN» покажуть треш-комедію «Вересень» із Лесем Подерв’янським та Миколою Вереснем у головних ролях. Elle – модний жіночий журнал (укр.). 26 травня 2023. Процитовано 17 березня 2025.
15. ↑  Малишенко, Алекс (1 травня 2023). Фінський блокбастер «Незламність» (Sisu) закриє фестиваль Миколайчук OPEN. Moviegram (укр.). Процитовано 17 березня 2025.
16. ↑  Претенденти на «Оскар» та нові роботи Дакоти Джонсон, Майкла Фассбендера і Шона Пенна: кінофестиваль Миколайчук OPEN оголосив позаконкурсну програму. kinowar.com (рос.). 30 травня 2024. Процитовано 17 березня 2025.
17. ↑  Кінофестиваль Миколайчук OPEN оголосив програму індустрійної секції. detector.media (укр.). 7 червня 2024. Процитовано 17 березня 2025.